# Popcorn (film)
Popcorn är en brittisk komedifilm från 2007. Den är regisserad och skriven av Darren Fisher.
Danny (Jack Ryder) blir störtkär i en tjejen Suki (Jodi Albert), men han är för blyg för att närma sig henne. Han tar anställning på den biograf där hon arbetar. Men hans första dag där är hennes sista.